# 帝国防空联盟
帝国防空联盟是納粹德國的一个民事防护组织以及協會，該組織主要负责住宅区和小型企业的防空。該組織由赫尔曼·戈林于1933年创立。第二次世界大战结束后，帝国防空联盟被同盟國解散。